# La cita
La cita es el nombre que la crítica artística ha dado a un óleo de los cartones para tapices, de Francisco de Goya. Destinado al dormitorio de los Príncipes de Asturias en el Pardo, formaba parte de la cuarta serie que el artista había emprendido para la Real Fábrica de Tapices de Santa Bárbara.
Como en toda la serie, se aprecia la impronta francesa. Posee una técnica abreviada, sumaria, toque fuerte del pincel que actúa sobre la preparación rojiza, pero no desea ocultarla.

## Análisis
La mujer del primer plano aparece sentada, portando una pañuelo y apoyando su cabeza sobre su mano. Otros majos, más al fondo, proponen una escena galante, pero la joven parece desencantada a tenor del pañuelo en su mano. Su alargado formato indica que era una sobrepuerta.
Goya obtuvo 1.000 reales de vellón por cada óleo. El cuadro puede hacer referencia a la melancolía, por la expresión de la joven y los colores sombríos. La técnica aplica un fuerte colorido y un llamativo foco de luz, recordando a Velázquez. La perspectiva era un buen recurso de Goya en la época, especialmente para los cuadros destinados a sobrepuertas.